# Markéta Sicilská
Markéta Sicilská (italsky Margherita d'Aragona, německy Margarete von Sizilien-Aragon, 1331, Palermo – 1377, Neustadt an der Weinstraße) byla rýnská falckraběnka z Barcelonské dynastie.

## Život
Narodila se jako jedna z dcer sicilského krále Fridricha II. a Eleonory, dcery neapolského krále Karla Chromého. Roku 1348 se stala druhou manželkou rýnského falckraběte a říšského kurfiřta Rudolfa II. Ženich byl o řadu let starší a vdovec, z předchozího manželství měl jedinou dceru Annu. Na počátku roku 1349 se rozhodl ve volbě římského krále podpořit Günthera ze Schwarzburgu a již v březnu téhož roku změnil názor a svou dceru provdal za jeho soka, českého krále Karla IV. Oba muži zároveň uzavřeli dohodu, podle níž by Karel v případě, že Rudolf zemře bez mužského dědice, zdědil po jeho skonu veškeré jeho statky.
Syna Rudolf nezplodil, manželství zůstalo bezdětné a falckrabě se musel ke konci života vyrovnat se slepotou. Zemřel v říjnu 1353, půl roku po dceřině nečekaném úmrtí. Vdova Markéta jej přežila o 24 let a byla pohřbena po jeho boku v kostele svatého Jiljí v Neustadt an der Weinstraße. Dochoval se její epitaf, kde je zpodobněna s královskou korunkou, která zdůrazňuje její urozený původ a s rukama sepnutýma k modlitbě.